# Euphorbia horwoodii
Euphorbia horwoodii  es una especie fanerógama perteneciente a la familia de las euforbiáceas. Es endémica de Somalía.

## Descripción
Es una planta suculenta con raíz fibrosa enana, desarrollo de una semilla globosa deprimida de 3-5 cm de diámetro, marcado por 5-7 diminutas hileras verticales, por lo general sin espinas en columna vertebral y las ramas incipientes; la planta madura alcanza un tamaño de ± 5 cm de alto y 12 cm de diámetro.

## Ecología
Se encuentra en la planicie de sedimentos calcáreos sobre la piedra caliza, con arbustos bajos dispersos, césped tupido y Aloe, bajo especies de Commiphora. con Pseudolithos horwoodii, en las plantas de gran tamaño con ramas de más de 5 cm de largo encuentran  refugio de otro tipo de vegetación, etc ..
Extremadamente raro en el cultivo. En este caso la planta esférica (plántulas) pronto cambia el carácter y se convierte en un arbusto.
Es una especie muy cercana a  Euphorbia phillipsiae.

## Taxonomía
Euphorbia horwoodii fue descrita por S.Carter & Lavranos y publicado en Cactus and Succulent Journal 50: 28. 1978.
Etimología
Euphorbia: nombre genérico que deriva del médico griego del rey Juba II de Mauritania (52 a 50 a. C. - 23), Euphorbus, en su honor – o en alusión a su gran vientre –  ya que usaba médicamente Euphorbia resinifera. En 1753 Carlos Linneo asignó el nombre a todo el género.
horwoodii: epíteto otorgado en honor del Francis K. Horwood (1924 - 1987) quien junto a John Jacob Lavranos descubrió la especie.